# Мальчик из айсберга
«Мальчик из айсберга» (англ. The Boy in the Iceberg) — первый эпизод американского мультсериала «Аватар: Легенда об Аанге».

## Сюжет
В водах Южного полюса Катара, дочь вождя Южного Племени Воды, со своим братом Соккой плывёт на лодке. Он пытается поймать рыбу, а Катара практикует магию воды. Они немного ругаются, а потом натыкаются на ледяные пороги. Пытаясь пересечь их, они теряют лодку, которую раздавливают три ледяные глыбы, и герои падают на одну из них. Катара и Сокка снова ссорятся, и сестра в гневе с помощью магии воды случайно разрушает ледяную скалу. Затем из воды выплывает ледяная капсула, в которой кто-то находится. Катара ломает её, чтобы помочь незнакомцу внутри. Когда лёд разрушается, из него вверх выходит яркий луч. Принц Зуко со своим дядей обнаруживает этот свет и полагает, что нашёл Аватара.
Мальчик из айсберга приходит в себя и знакомится с Соккой и Катарой. Он оказывается магом воздуха по имени Аанг. Он показывает им своего летающего зубра Аппу и предлагает довезти их до дома. Из-за того, что Аппа устал, он не летит, а плывёт по воде. Тем временем дядя Айро говорит своему племяннику Зуко, что ему надо поспать, но тот не собирается, ибо от поимки Аватара зависит его честь. Катара расспрашивает Аанга об Аватаре, но он отвечает, что не знает его. После ему снится кошмар, в котором он вспоминает, как застрял во льду с Аппой. Катара будит его уже в племени Воды и замечает на его руках и ногах татуировки в виде стрел. Она выводит Аанга из хижины и знакомит с племенем. Пра-пра, бабушка Катары и Сокки, удивляется, увидев мага воздуха, ибо сообщает, что они давно вымерли. Далее Аанг демонстрирует племени свой полёт на воздушном планёре.
Аанг узнаёт, что Катара — маг воды. Она возлагает на него надежды, что он её многому научит, но бабушка говорит ей об обратном. Катара же верит, что Аанг особенный. Тем временем Зуко тренируется на корабле. Дядя Айро делает ему некоторые замечания, но принц игнорирует их и хочет изучать новые приёмы, а не основы, ибо Аватар изучал все 4 стихии целых 100 лет. Дядя соглашается, но сначала собирается доесть свою утку. Сокка воодушевляет своих маленьких соплеменников на геройство, но те беззаботны и не воспринимают войну серьёзно. Дети катаются с хвоста Аппы как со снежной горки, и Сокка удивляется, как они могут веселиться, когда идёт война. Аанг, услышав это, не понимает о чём речь. Это также поражает Сокку и Катару. Он видит пингвина и бежит к нему. Катара подходит к Аангу и разговаривает с ним. Маг воздуха предлагает ей отправиться на Аппе на Северный полюс, чтобы она могла учиться магии воды. Затем Катара учит его приручать пингвинов, а далее катается с Аангом на них. Проехав через туннель, они попадают на другую часть берега, и мальчик видит разрушенный корабль. Катара сообщает, что это судно Народа Огня, оставшееся здесь после их первого нападения. Аанг уговаривает её пойти внутрь. Там он удивляется увиденному, заявляя, что у него есть друзья в Народе Огня и никакой войны не было. Катара рассказывает ему, что война идёт уже 100 лет, а значит, Аанг пробыл во льду столько же. Они ищут в этом какой-то плюс, и маг воздуха говорит, что рад знакомству с Катарой. Покидая корабль, они натыкаются на ловушки, которые подают сигнал в воздух. Аанг и Катара сбегают с корабля, а принц Зуко обнаруживает их местонахождение.

## Отзывы

Динамика оценок IGN к эпизодам 1 сезона мультсериала

Тори Айрленд Мелл из IGN поставил эпизоду оценку 9,4 из 10 и написал, что «в течение 24 минут вы узнаете и сможете идентифицировать каждого главного героя сериала», отметив отличительные черты персонажей. В конце критик написал, что «в целом „Мальчик из айсберга“ — это забавный и занимательный эпизод с множеством уникальных и интересных персонажей».
Хайден Чайлдс из The A.V. Club написал, что «„Мальчик из айсберга“ немного отличается от всех последующих серий». Рецензент также, как и Мелл из IGN, отметил основные характеристики героев, написав, что «Аанг — весёлый 12-летний мальчик, который сбежал от своей судьбы Аватара», «Сокка — 15-летний подросток, который, как самый старший мужчина в деревне, чувствует себя ответственным за её защиту», а «Катара — его 14-летняя сестра, которая хочет узнать больше о магии воды, даже если это означает, что ей придётся покинуть свой дом и отправиться на противоположный конец земли к северному племени Воды на Северном полюсе».
Даниэль Монтесиноса-Донахью из Den of Geek отметил финальные кадры эпизода, написав, что «„Мальчик из айсберга“ завершается захватывающей сценой с принцем Зуко, который смотрит в телескоп на Аанга и планирует атаковать».